# جاستن أونيل
جاستن أونيل (بالإنجليزية: Justin O'Neill)‏ هو لاعب دوري الرغبي أسترالي، ولد في 4 أبريل 1991 في وارويك في أستراليا.

## روابط خارجية
- جاستن أونيل على موقع ItsRugby.co.uk (الإنجليزية)